# Siamese Singles
Es una recopilación de los sencillos en CD de 7" del disco Siamese Dream de la banda estadounidense The Smashing Pumpkins, en total son 4 los CD-Singles los cuales son Cherub Rock, Today, Disarm, y Rocket.
- Esta versión solo fue editada en vinilo.

Lista de canciones

## Cherub Rock (Sencillo en CD)
1. Cherub Rock
2. Purr Snickety

## Today (Sencillo en CD)
1. Today
2. Apathy's Last Kiss

## Disarm (Sencillo en CD)
1. Disarm
2. Siamese Dream

## Rocket (Sencillo en CD)
1. Rocket
2. Never Let Me Down Again

- Never Let Me Down Again es un cover original de Depeche Mode.

- Datos: Q660649